# Hausdorf (Colditz)

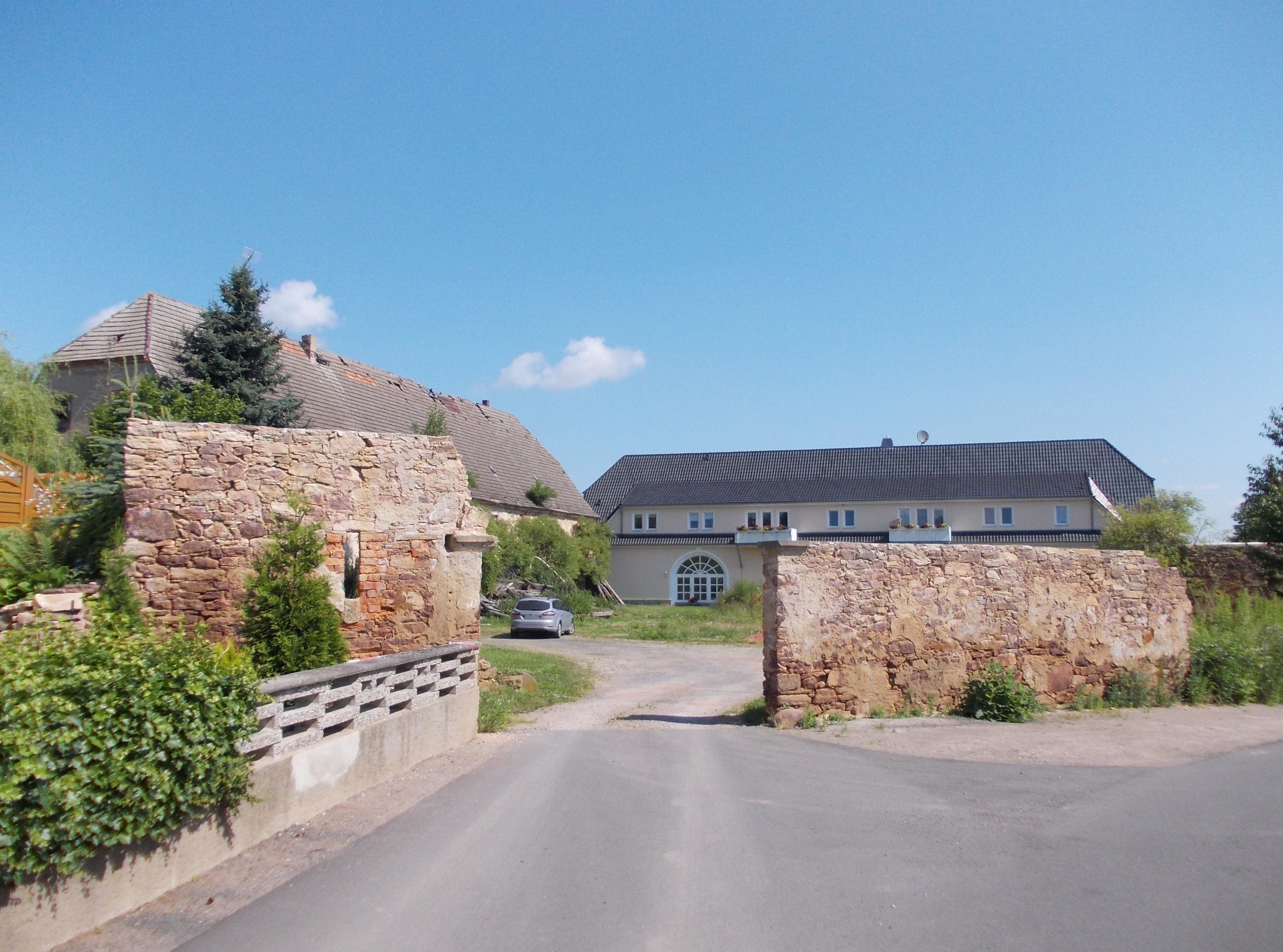
Rittergut

Hausdorf ist seit 2011 ein Ortsteil der Stadt Colditz im Landkreis Leipzig in Sachsen, zuvor war der Ort ein Ortsteil von Zschadraß.

## Lage und Erreichbarkeit
Hausdorf liegt ca. 4 km südöstlich der Stadt Colditz und ist über die B 176 mit ihr verbunden.

## Geschichte
Als Siedlung wurde Hausdorf erstmals 1368 unter dem Namen Magnum Hgildistorf in Urkunden erwähnt.